# Dolac, Bosnien och Hercegovina
Dolac är en ort i Bosnien och Hercegovina.   Den ligger i entiteten Federationen Bosnien och Hercegovina, i den centrala delen av landet, 40 km nordväst om huvudstaden Sarajevo. Dolac ligger 738 meter över havet och antalet invånare är 109.
Terrängen runt Dolac är kuperad, och sluttar norrut.Runt Dolac är det ganska tätbefolkat, med 93 invånare per kvadratkilometer.. Närmaste större samhälle är Zenica, 14,6 km nordväst om Dolac. 
I omgivningarna runt Dolac växer i huvudsak lövfällande lövskog.